# 고촌어울림도서관
고촌어울림도서관은 부산광역시 기장군에 있는 공립 도서관이다.

## 연혁
- 2020년 5월 29일 개관.